# Audi A6 C4
L'Audi A6 C4 (sigla interna Typ 4A) è la prima generazione dell'Audi A6, un'autovettura di fascia alta prodotta dal 1994 al 1997 dalla casa automobilistica tedesca Audi.

## Profilo e storia

### Genesi ed esordio
La prima generazione dell'Audi A6 nacque a metà del 1994 come restyling dell'ultima Audi 100, lanciata nel 1990 e giunta a quel punto a metà della sua carriera commerciale. Durante tale restyling si decise di procedere a un cambio nel criterio di denominazione dei vari modelli della gamma. La A6 e l'ammiraglia A8, la cui prima generazione esordì solo tre mesi prima, a marzo, furono i primi modelli a usufruire di tale cambio di denominazione. Pochi mesi dopo sarebbe arrivata la più compatta A4 di prima generazione, erede dell'ultima Audi 80, mentre un paio di anni dopo la gamma verrà ampliata verso il basso con la prima Audi A3.

### Design esterno e interno
In quanto restyling dell'Audi 100 C4, le linee esterne sono sostanzialmente quelle del modello uscente, ma vengono leggermente modificati il frontale (nuovo cofano motore, diversa mascherina e fari modificati con frecce bianche), i paraurti (senza striscia in gomma e completamente in tinta) e la coda (gruppi ottici dal differente disegno). Viene rinnovata anche la gamma dei cerchi in lega disponibili. Anche gli interni sono identici a quelli del modello precedente, sebbene siano stati modificati alcuni dettagli della plancia, i sedili e i rivestimenti, mentre vengono proposti nuovi dettagli come il contachilometri digitale, un nuovo volante e una nuova leva del cambio.

### Struttura, meccanica e motori
Non trattandosi di un modello completamente nuovo, ma di un restyling, anche l'intero comparto tecnico rimane pressoché immutato, specialmente per quanto riguarda il discorso relativo all'architettura meccanica, alla struttura di base, al pianale utilizzato, e alla meccanica telaistica. Si tratta quindi sempre di una vettura a motore longitudinale anteriore e a trazione anteriore o al più sulle quattro ruote, a seconda delle motorizzazioni scelte. Vengono inoltre riconfermate soluzioni come il tetto incollato alla scocca, sempre sottoposta a zincatura antiruggine. Invariati gli schemi sospensivi, che prevedevano anche in questo caso un avantreno di tipo MacPherson e un ormai datato retrotreno ad assale rigido con barra Panhard. Le novità principali si ebbero sul fronte dell'elettronica di bordo, in particolare a proposito dell'ABS, la cui elettronica di gestione viene rivista in modo da gestire anche la stabilità della vettura e intervenendo singolarmente su ogni ruota in caso di necessità. L'impianto frenante prevedeva dischi sulle quattro ruote.
La gamma motori disponibile all'esordio era completa e prevedeva già numerose motorizzazioni:
- 2.0: motore di base da 1984 cm3 con potenza massima di 101 CV ed alimentazione ad iniezione elettronica singlepoint;
- 2.0 E: motore simile al precedente ma con potenza massima di 115 CV ed iniezione elettronica multipoint;
- 2.0 E 16V: motore da 1984 cm3 con distribuzione a 4 valvole per cilindro e potenza massima di 140 CV;
- 2.6: motore V6 da 2598 cm3 con potenza massima di 150 CV;
- 2.8: motore V6 da 2771 cm3 con potenza massima di 174 CV;
- S6 2.2 Turbo: motorizzazione di punta nella gamma d'esordio, consistente in un'unità a 5 cilindri da 2226 cm3, sovralimentata mediante turbocompressore e con potenza massima di 230 CV;
- 2.5 TDI: motore Diesel a iniezione diretta da 2461 cm3 e 5 cilindri con potenza massima di 115 CV.

Oltre a questi motori, in alcuni mercati era previsto anche un 2.3 aspirato a 5 cilindri da 133 CV di potenza massima. Questa motorizzazione era fra quelle disponibili anche con trazione integrale. Le altre motorizzazioni previste a trazione anteriore o integrale erano il 2.0 da 140 CV e i due motori V6. La versione di punta S6 era invece prevista unicamente a trazione integrale. Tutte le motorizzazioni erano abbinate a un cambio manuale a 5 marce, con la possibilità di avere in opzione un cambio automatico a 4 rapporti.

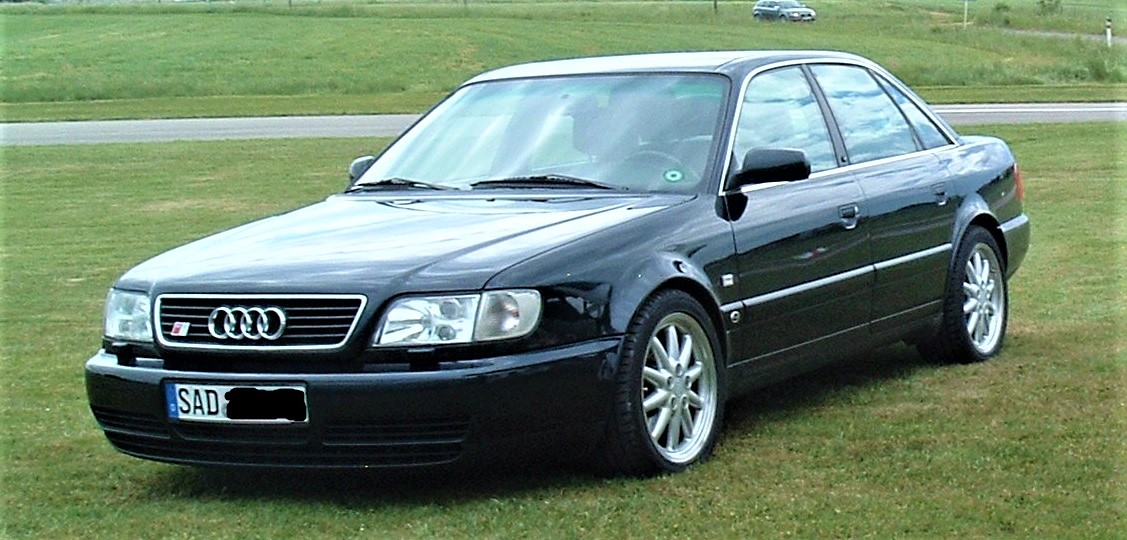
Una S6 con carrozzeria berlina

### Audi S6 C4
La versione di punta della gamma durante il suo breve periodo di commercializzazione, ossia la S6. Presente fin dall'esordio della prima A6 e destinata a sostituire la precedente Audi 100 S4 (notare anche in questo l'adeguamento della denominazione ai nuovi criteri, passando da S4 a S6), questa versione di punta era prevista nelle due varianti di carrozzeria berlina e station wagon. Nei suoi primi tre mesi di commercializzazione era prevista unicamente con un motore a 5 cilindri da 2226 cm3, ultima evoluzione del glorioso 5 cilindri montato sotto il cofano delle leggendarie Audi quattro. Nella S6, tale motore montava un turbocompressore in titanio a condotti maggiorati con pressione massima fino a 2,3 bar. Caratterizzato inoltre dalla distribuzione a 4 valvole per cilindro, per un totale di 20 valvole, questo motore era in grado di erogare una potenza massima di 230 CV. Questo motore presentava inoltre importanti innovazioni, presenti solo in ambito corse, quali le punterie idrauliche al posto di quelle meccaniche, il sensore del battito in testa, l'overboost di prima generazione attivato tramite sensore sotto il pedale dell'acceleratore (permetteva una più rapida accensione della benzina nella camera, anticipando l'accensione della candela), dispositivo cutoff e il turbocompressore raffreddato a liquido con intercooler. In alternativa al cambio manuale a 5 marce previsto di serie, si poteva optare per un più sportivo cambio a 6 marce, sempre manuale, oppure per un tranquillo cambio automatico a 4 rapporti. 

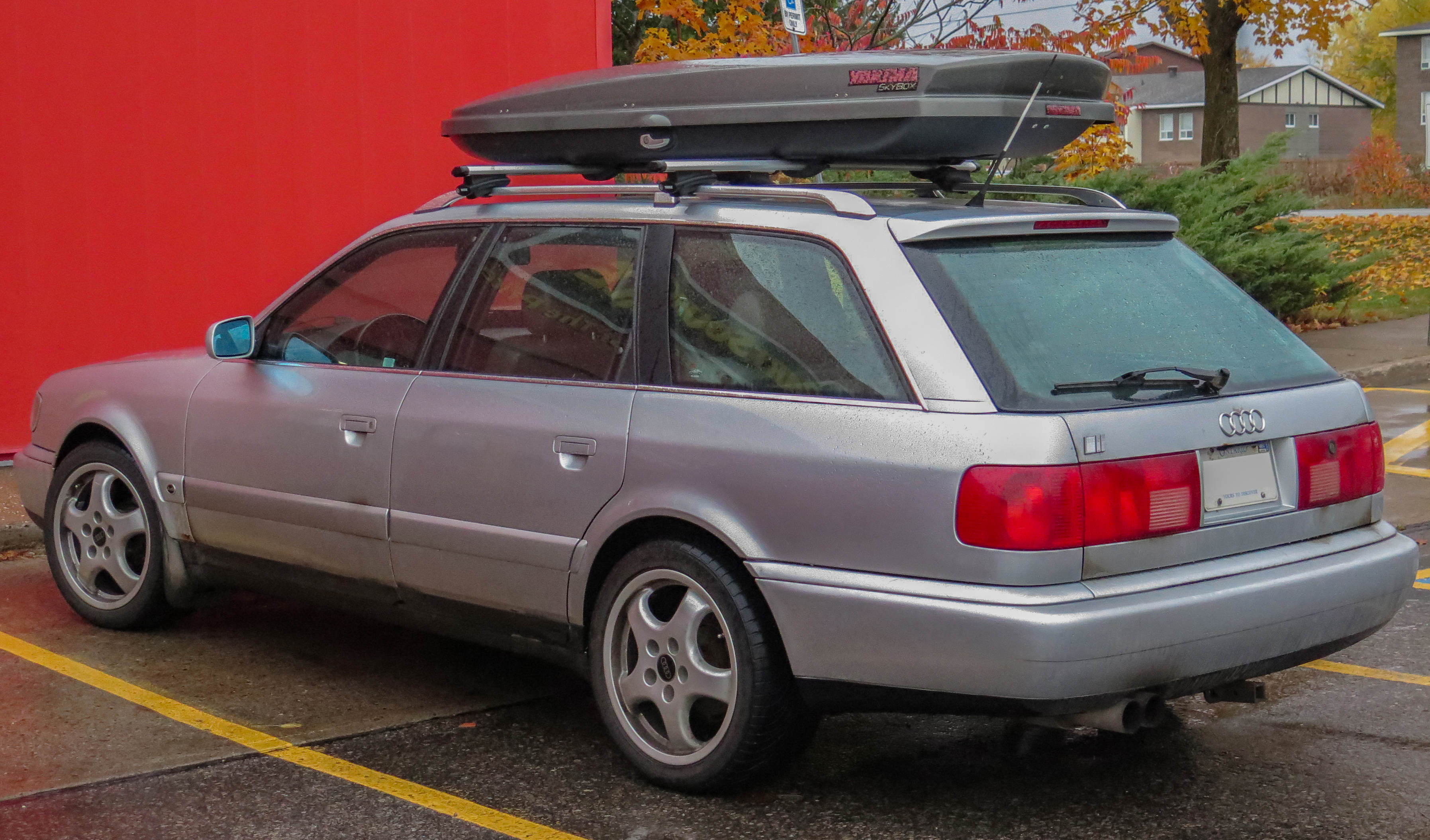
Posteriore di una S6 Avant

La prima S6 fu anche l'unica della gamma d'esordio della A6 C4 a essere prevista unicamente con la trazione integrale. Essa veniva realizzata mediante l'ausilio di tre differenziali Torsen (uno al centro, uno anteriore e uno posteriore): sfruttando i differenziali si permetteva ai due assi di avere velocità leggermente differenti. Il differenziale centrale era bloccabile e mediante il suo apporto si poteva ripartire equamente la coppia motrice al 50% fra i due assali. La vettura montava cerchi da 16 pollici mentre le dimensioni degli pneumatici erano 225/50-ZR 16 con la misura da 17 pollici a richiesta.
Gli interni erano in tessuto o opzionalmente in pelle. L'auto aveva di serie gli alzacristalli elettrici, la chiusura centralizzata con comando a distanza a raggi infrarossi (a quei tempi non molto diffusa), l'aria condizionata, la radio, il volante sportivo in pelle con il logo S6 e la predisposizione per i fari allo xeno e a richiesta i sedili riscaldabili, il telefono, il tetto apribile elettrico e due seggiolini retrattili nel bagagliaio che offrivano una capacità di trasporto di 7 persone.
Tre mesi dopo il suo lancio, questa S6 verrà affiancata da un'altra S6, equipaggiata stavolta con un motore V8 da 4172 cm3 e con potenza massima di 290 CV, e infine, nel marzo 1996, da una terza variante, spinta sempre dallo stesso V8 ma con potenza massima di 326 CV. La produzione della S6 C4 termina definitivamente nell'ottobre 1997, contemporaneamente all'uscita di listino delle altre A6 della stessa gamma.

## Evoluzione

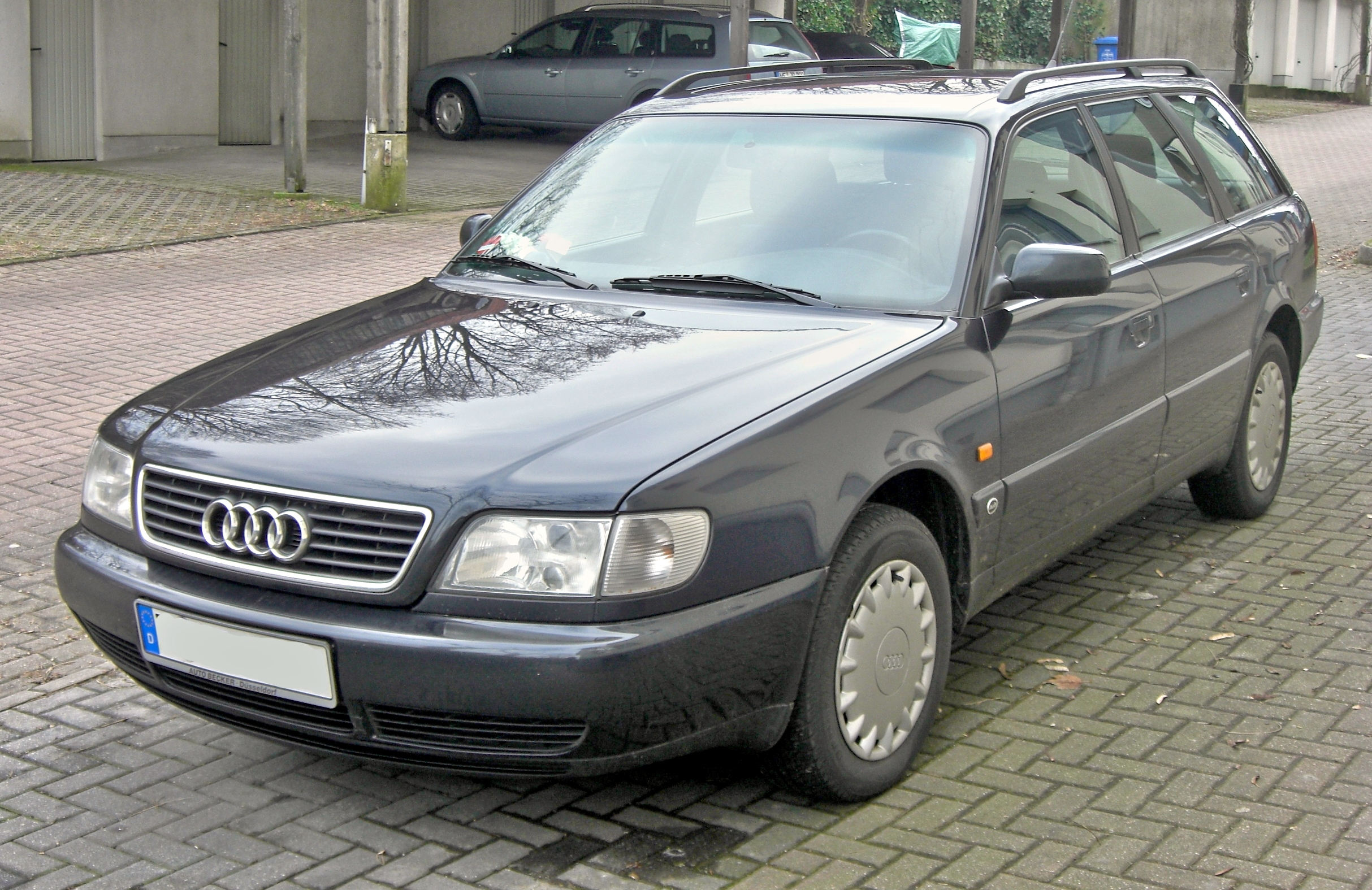
Una A6 Avant

La produzione della A6 C4 venne avviata prevedendo da subito sia la versione berlina sia la versione station wagon, denominata come di consueto Avant. Gli aggiornamenti non tardarono ad arrivare: già nel mese di luglio del 1994, ossia appena un mese dopo il lancio, la gamma fu estesa verso il basso con l'arrivo di un 1.9 TDI di appena 90 CV. Due mesi dopo, a settembre, fu invece la volta di una seconda variante della S6 che affiancò la S6 già esistente, ma le rubò lo scettro di top di gamma grazie al suo potente V8 da 4,2 litri con alimentazione atmosferica e con potenza massima di 290 CV. In ottobre, venne invece proposto un nuovo e più potente motore 2.5 TDI, con potenza massima di 140 CV, per chi esigeva maggiori prestazioni da un motore Diesel. Un anno dopo, nell'ottobre del 1995, vi furono altre due novità: la prima fu il V6 da 2,8 litri proposto anche in versione a 5 valvole per cilindro e con potenza massima di 193 CV; la seconda fu il nuovo 1.8 20V di base, anch'esso con distribuzione a 5 valvole per cilindro e in questo caso con potenza massima di 125 CV. Tale motorizzazione andò a oscurare le due motorizzazioni di base disponibili fino a quel momento, ossia le unità da 2 litri con potenze di 101 e 115 CV, le cui vendite calarono drasticamente. Vennero comunque mantenute in listino fino al giugno del 1996 prima di scomparire definitivamente.
Ma già nel mese di marzo di quello stesso anno, la gamma S6 si ampliò ulteriormente con l'arrivo della S6 Plus, equipaggiata con il già noto V8 da 4,2 litri, che però qui venne portato a 326 CV di potenza massima. E tornando al giugno del 1996, si ebbero altri aggiornamenti alla gamma motori: nei mercati in cui veniva previsto, il motore da 2,3 litri scomparve di listino, mentre il 1.9 TDI da 90 CV subì alcune rivisitazioni per rispettare la normativa Euro 2. Furono gli ultimi aggiornamenti alla gamma A6 C4: nel marzo 1997 la berlina venne tolta dai listini per fare spazio alla nuova generazione, proposta inizialmente appunto solo come berlina. Ma nell'ottobre del 1997 anche la versione Avant venne tolta di produzione, anche se rimase in listino per alcuni altri mesi in modo da smaltire le scorte giacenti. Nel marzo del 1998, anche quest'ultima versione scomparve dai listini e venne sostituita dalla nuova A6 Avant C5.

## Riepilogo caratteristiche
Di seguito vengono riepilogate le caratteristiche relative alle varie versioni costituenti la gamma della prima generazione dell'Audi A6:
| Audi A6 C4 (1994-97)       |               |             |            |                                                                                |                |               |           |                                                                        |                    |              |                     |                    |                    |
| Modello                    | Carrozzeria   | Motore      | Cilindrata | Alimentazione                                                                  | Potenza CV/rpm | Coppia Nm/rpm | Trazione  | Cambio/ N°rapporti                                                     | Massa a vuoto (kg) | Velocità max | Acceler. 0–100 km/h | Consumo (L/100 km) | Anni di produzione |
| Versioni a benzina         |               |             |            |                                                                                |                |               |           |                                                                        |                    |              |                     |                    |                    |
| 1.8 20v                    | berlina       | EA827 (ADR) | 1781       | Iniezione elettronica indiretta Bosch-Motronic                                 | 125/5800       | 168/3500      | Anteriore | Manuale 5 marce (A richiesta, automatico 4 rapporti)                   | 1.295              | 200          | 11"2                | 8,2                | 10/1995-03/1997    |
| 1.8 20v                    | station wagon | EA827 (ADR) | 1781       | Iniezione elettronica indiretta Bosch-Motronic                                 | 125/5800       | 168/3500      | Anteriore | Manuale 5 marce (A richiesta, automatico 4 rapporti)                   | 1.345              | 196          | 11"4                | 8,5                | 10/1995-10/1997    |
| 1.8 20v quattro            | berlina       | EA827 (ADR) | 1781       | Iniezione elettronica indiretta Bosch-Motronic                                 | 125/5800       | 168/3500      | Integrale | Manuale 5 marce (A richiesta, automatico 4 rapporti)                   | 1.395              | 198          | 11"5                | 9                  | 10/1995-03/1997    |
| 1.8 20v quattro            | station wagon | EA827 (ADR) | 1781       | Iniezione elettronica indiretta Bosch-Motronic                                 | 125/5800       | 168/3500      | Integrale | Manuale 5 marce (A richiesta, automatico 4 rapporti)                   | 1.445              | 194          | 11"7                | 9,2                | 10/1995-10/1997    |
| 2.0                        | berlina       | EA827 (AAE) | 1984       | Iniezione elettronica indiretta Bosch-Motronic                                 | 101/5500       | 157/2750      | Anteriore | Manuale 5 marce (A richiesta, automatico 4 rapporti)                   | 1.235              | 182          | 12"6                | 8,3                | 06/1994-06/1996    |
| 2.0E                       | berlina       | EA827 (ABK) | 1984       | Iniezione elettronica indiretta Bosch-Motronic                                 | 115/5400       | 168/3200      | Anteriore | Manuale 5 marce (A richiesta, automatico 4 rapporti)                   | 1.280              | 190          | 11"9                | 8,7                | 06/1994-06/1996    |
| 2.0E                       | station wagon | EA827 (ABK) | 1984       | Iniezione elettronica indiretta Bosch-Motronic                                 | 115/5400       | 168/3200      | Anteriore | Manuale 5 marce (A richiesta, automatico 4 rapporti)                   | 1.330              | 186          | 12"2                | 8,9                | 06/1994-06/1996    |
| 2.0E 16v                   | berlina       | EA827 (ACE) | 1984       | Iniezione elettronica indiretta Bosch K-Motronic                               | 140/5900       | 185/4500      | Anteriore | Manuale 5 marce (A richiesta, automatico 4 rapporti)                   | 1.295              | 204          | 10"1                | 9,1                | 06/1994-03/1997    |
| 2.0E 16v                   | station wagon | EA827 (ACE) | 1984       | Iniezione elettronica indiretta Bosch K-Motronic                               | 140/5900       | 185/4500      | Anteriore | Manuale 5 marce (A richiesta, automatico 4 rapporti)                   | 1.345              | 196          | 10"4                | 9,2                | 06/1994-10/1997    |
| 2.0E 16v quattro           | berlina       | EA827 (ACE) | 1984       | Iniezione elettronica indiretta Bosch K-Motronic                               | 140/5900       | 185/4500      | Integrale | Manuale 5 marce (A richiesta, automatico 4 rapporti)                   | 1.395              | 204          | 10"1                | 9,6                | 06/1994-03/1997    |
| 2.0E 16v quattro           | station wagon | EA827 (ACE) | 1984       | Iniezione elettronica indiretta Bosch K-Motronic                               | 140/5900       | 185/4500      | Integrale | Manuale 5 marce (A richiesta, automatico 4 rapporti)                   | 1.445              | 196          | 10"4                | 9,8                | 06/1994-10/1997    |
| S6 2.2 Turbo 20v quattro   | berlina       | EA828 (AAN) | 2226       | Iniezione elettronica indiretta Bosch Motronic, turbocompressore e intercooler | 230/5900       | 350/1950      | Integrale | Manuale 5 marce (A richiesta, manuale 6 marce o automatico 4 rapporti) | 1.575              | 241          | 6,8                 | 10,7               | 06/1994-07/1997    |
| S6 2.2 Turbo 20v quattro   | station wagon | EA828 (AAN) | 2226       | Iniezione elettronica indiretta Bosch Motronic, turbocompressore e intercooler | 230/5900       | 350/1950      | Integrale | Manuale 5 marce (A richiesta, manuale 6 marce o automatico 4 rapporti) | 1.625              | 235          | 6"9                 | 10,8               | 06/1994-07/1997    |
| 2.3                        | berlina       | EA828 (ACE) | 2309       | Iniezione elettronica indiretta                                                | 133/5500       | 186/4000      | Anteriore | Manuale 5 marce (A richiesta, automatico 4 rapporti)                   | 1.315              | 202          | 10"2                | 9,3                | 06/1994-06/1996    |
| 2.3                        | station wagon | EA828 (ACE) | 2309       | Iniezione elettronica indiretta                                                | 133/5500       | 186/4000      | Anteriore | Manuale 5 marce (A richiesta, automatico 4 rapporti)                   | 1.365              | 196          | 10"4                | 9,4                | 06/1994-06/1996    |
| 2.3 quattro                | berlina       | EA828 (ACE) | 2309       | Iniezione elettronica indiretta                                                | 133/5500       | 186/4000      | Integrale | Manuale 5 marce (A richiesta, automatico 4 rapporti)                   | 1.395              | 202          | 10"5                | 10,1               | 06/1994-06/1996    |
| 2.3 quattro                | station wagon | EA828 (ACE) | 2309       | Iniezione elettronica indiretta                                                | 133/5500       | 186/4000      | Integrale | Manuale 5 marce (A richiesta, automatico 4 rapporti)                   | 1.445              | 196          | 10"4                | 10,2               | 06/1994-06/1996    |
| 2.6 V6                     | berlina       | ABC         | 2598       | Iniezione elettronica indiretta                                                | 150/5500       | 225/3500      | Anteriore | Manuale 5 marce (A richiesta, automatico 4 rapporti)                   | 1.365              | 209          | 9"9                 | 9,4                | 06/1994-03/1997    |
| 2.6 V6                     | station wagon | ABC         | 2598       | Iniezione elettronica indiretta                                                | 150/5500       | 225/3500      | Anteriore | Manuale 5 marce (A richiesta, automatico 4 rapporti)                   | 1.415              | 205          | 10"1                | 9,5                | 06/1994-10/1997    |
| 2.6 V6 quattro             | berlina       | ABC         | 2598       | Iniezione elettronica indiretta                                                | 150/5500       | 225/3500      | Integrale | Manuale 5 marce (A richiesta, automatico 4 rapporti)                   | 1.465              | 208          | 10"1                | 10,5               | 06/1994-03/1997    |
| 2.6 V6 quattro             | station wagon | ABC         | 2598       | Iniezione elettronica indiretta                                                | 150/5500       | 225/3500      | Integrale | Manuale 5 marce (A richiesta, automatico 4 rapporti)                   | 1.515              | 204          | 10"3                | 10,7               | 06/1994-10/1997    |
| 2.8 V6                     | berlina       | AAH         | 2771       | Iniezione elettronica indiretta                                                | 174/5500       | 245/3000      | Anteriore | Manuale 5 marce (A richiesta, automatico 4 rapporti)                   | 1.370              | 219          | 9"1                 | 9,7                | 06/1994-03/1997    |
| 2.8 V6                     | station wagon | AAH         | 2771       | Iniezione elettronica indiretta                                                | 174/5500       | 245/3000      | Anteriore | Manuale 5 marce (A richiesta, automatico 4 rapporti)                   | 1.420              | 214          | 9"3                 | 9,9                | 06/1994-10/1997    |
| 2.8 V6 quattro             | berlina       | AAH         | 2771       | Iniezione elettronica indiretta                                                | 174/5500       | 245/3000      | Integrale | Manuale 5 marce (A richiesta, automatico 4 rapporti)                   | 1.465              | 218          | 9"1                 | 10,7               | 06/1994-03/1997    |
| 2.8 V6 quattro             | station wagon | AAH         | 2771       | Iniezione elettronica indiretta                                                | 174/5500       | 245/3000      | Integrale | Manuale 5 marce (A richiesta, automatico 4 rapporti)                   | 1.515              | 213          | 9"3                 | 10,8               | 06/1994-10/1997    |
| 2.8 V6 30v                 | berlina       | ACK         | 2771       | Iniezione elettronica indiretta                                                | 193/6000       | 280/3200      | Anteriore | Manuale 5 marce (A richiesta, automatico 4 rapporti)                   | 1.375              | 230          | 8"1                 | 9,2                | 10/1995-03/1997    |
| 2.8 V6 30v                 | station wagon | ACK         | 2771       | Iniezione elettronica indiretta                                                | 193/6000       | 280/3200      | Anteriore | Manuale 5 marce (A richiesta, automatico 4 rapporti)                   | 1.420              | 227          | 8"3                 | 8,4                | 10/1995-10/1997    |
| 2.8 V6 30v quattro         | berlina       | ACK         | 2771       | Iniezione elettronica indiretta                                                | 193/6000       | 280/3200      | Integrale | Manuale 5 marce (A richiesta, automatico 4 rapporti)                   | 1.475              | 229          | 8"1                 | 10                 | 06/1994-03/1997    |
| 2.8 V6 30v quattro         | station wagon | ACK         | 2771       | Iniezione elettronica indiretta                                                | 193/6000       | 280/3200      | Integrale | Manuale 5 marce (A richiesta, automatico 4 rapporti)                   | 1.525              | 226          | 8"2                 | 10,1               | 06/1994-10/1997    |
| S6 V8 4.2 32v quattro      | berlina       | AEC         | 4172       | Iniezione elettronica indiretta Bosch-Motronic                                 | 290/5800       | 400/4000      | Integrale | Manuale 6 marce (A richiesta, automatico 4 rapporti)                   | 1.620              | 249          | 5"9                 | 13                 | 09/1994-03/1997    |
| S6 V8 4.2 32v quattro      | station wagon | AEC         | 4172       | Iniezione elettronica indiretta Bosch-Motronic                                 | 290/5800       | 400/4000      | Integrale | Manuale 6 marce (A richiesta, automatico 4 rapporti)                   | 1.670              | 247          | 6"                  | 13,1               | 09/1994-10/1997    |
| S6 V8 4.2 32v Plus quattro | berlina       | AHK         | 4172       | Iniezione elettronica indiretta Bosch-Motronic                                 | 326/6500       | 400/3500      | Integrale | Manuale 6 marce (A richiesta, automatico 4 rapporti)                   | 1.620              | 250          | 5"6                 | 12,8               | 03/1996-03/1997    |
| S6 V8 4.2 32v Plus quattro | station wagon | AHK         | 4172       | Iniezione elettronica indiretta Bosch-Motronic                                 | 326/6500       | 400/3500      | Integrale | Manuale 6 marce (A richiesta, automatico 4 rapporti)                   | 1.670              | 250          | 5"7                 | 13                 | 03/1996-10/1997    |
| Versioni Diesel            |               |             |            |                                                                                |                |               |           |                                                                        |                    |              |                     |                    |                    |
| 1.9 TDI                    | berlina       | EA827 (1Z)  | 1896       | Turbodiesel iniezione diretta                                                  | 90/4000        | 202/1900      | Anteriore | Manuale 5 marce A richiesta Automatico 4 rapporti                      | 1.305              | 177          | 13"9                | 5,8                | 07/1994-03/1997    |
| 1.9 TDI                    | station wagon | EA827 (1Z)  | 1896       | Turbodiesel iniezione diretta                                                  | 90/4000        | 202/1900      | Anteriore | Manuale 5 marce A richiesta Automatico 4 rapporti                      | 1.355              | 173          | 14"2                | 6                  | 07/1994-10/1997    |
| 2.5 TDI (115 CV)           | berlina       | AAT         | 2461       | Turbodiesel iniezione diretta                                                  | 115/4000       | 265/1900      | Anteriore | Manuale 6 marce A richiesta Automatico 4 rapporti                      | 1.385              | 195          | 11"2                | 6,3                | 06/1994-03/1997    |
| 2.5 TDI (115 CV)           | station wagon | AAT         | 2461       | Turbodiesel iniezione diretta                                                  | 115/4000       | 265/1900      | Anteriore | Manuale 6 marce A richiesta Automatico 4 rapporti                      | 1.435              | 190          | 11"4                | 6,5                | 06/1994-10/1997    |
| 2.5 TDI (140 CV)           | berlina       | AEL         | 2461       | Turbodiesel iniezione diretta                                                  | 140/4000       | 290/1900      | Anteriore | Manuale 6 marce A richiesta Automatico 4 rapporti                      | 1.385              | 208          | 9"9                 | 6                  | 10/1994-03/1997    |
| 2.5 TDI (140 CV)           | station wagon | AEL         | 2461       | Turbodiesel iniezione diretta                                                  | 140/4000       | 290/1900      | Anteriore | Manuale 6 marce A richiesta Automatico 4 rapporti                      | 1.435              | 203          | 10"1                | 6,2                | 10/1994-10/1997    |
| 2.5 TDI quattro            | berlina       | AEL         | 2461       | Turbodiesel iniezione diretta                                                  | 140/4000       | 290/1900      | Integrale | Manuale 6 marce A richiesta Automatico 4 rapporti                      | 1.485              | 206          | 10"                 | 6,5                | 10/1994-03/1997    |
| 2.5 TDI quattro            | station wagon | AEL         | 2461       | Turbodiesel iniezione diretta                                                  | 140/4000       | 290/1900      | Integrale | Manuale 6 marce A richiesta Automatico 4 rapporti                      | 1.535              | 201          | 10"2                | 6,8                | 10/1994-03/1997    |